# دائرة حمام الضلعة
دائرة حمام الضلعة هي إحدى دوائر ولاية المسيلة الجزائرية.

## البلديات
- حمام الضلعة
- تارمونت
- أولاد منصور
- ونوغة